# Хугоберт
Хугоберт (на латински: Chugoberctus, † пр. 698) е при Меровингите през 693/694 г. сенешал при крал Теодорих III и Хлодвиг IV, от 697 г. пфалцграф при крал Хилдеберт III. Той е основател на династията Хугобертини и прапрадядо на Карл Велики (Каролинги).

## Произход
Той е син на Хугус, 617 г. майордом в Австразия. Внук е на dux Теотар.

## Фамилия
Хугоберт се жени за Ирмина от Еран († 25 декември 704/710). След неговата смърт през 697/698 г. тя подарява и помага за основаването на манастир Ехтернах. Двамата имат децата:
- Плектруда († 10 август 725), ∞ ок. 670 г. за Пипин Средни († 714) (Арнулфинги)
- Адела (* 660, † 735), игуменка на основания от нея женски манастир Пфалцел до Трир; ∞ Одо, vir inluster
- Регинтруда (* 660/665, † 730/740), ∞ Теудеберт, херцог на Бавария 608 – 717/718 (Агилолфингер)
- Хроделинда, ∞ за Бернар (Вилхелмиди)
- Бертрада Стара (* 660; † 721), ∞ NN; майка на Хериберт от Лаон, бащата на Бертрада Млада († 783), която е майка на Карл Велики († 814)
- вероятно и на Свети Хуберт († 727), епископ на Лиеж